# Conus maioensis
Conus maioensis é uma espécie de gastrópode do gênero Conus, pertencente à família Conidae.